# Shinsegae
Shinsegae (Koreaans: 신세계) is een Zuid-Koreaans franchise onderneming en de naam van werelds grootste winkelcentrum in Centum City, Haeundae-gu, Busan.
Het bedrijf opende in 1930 het eerste moderne winkelcentrum in Korea, Mitsukoshi. In 1963 werd de naam gewijzigd in Shinsegae. Anno 2010 telt het bedrijf acht winkelcentra.

## Shinsegae Centum City
Het winkelcentrum Shinsegae Centum City (35° 10′ 7″ NB, 129° 7′ 49″ OL) in Busan werd in 2009 geopend en heeft een notering in het Guinness Book of Records. Het complex telt 9 verdiepingen en heeft een bioscoop, kunstgalerij, drivingrange en een spa.